# Spakkenjaure
Spakkenjaure är en sjö i Åre kommun i Jämtland och ingår i Indalsälvens huvudavrinningsområde. Sjön har en area på 0,0675 kvadratkilometer och ligger 608,4 meter över havet. Spakkenjaure ligger i Skäckerfjällen Natura 2000-område.

## Delavrinningsområde
Spakkenjaure ingår i det delavrinningsområde (707988-135099) som SMHI kallar för Mynnar i Ycklan. Medelhöjden är 708 meter över havet och ytan är 6,23 kvadratkilometer. Räknas de 2 avrinningsområdena uppströms in blir den ackumulerade arean 19,29 kvadratkilometer. Vattendraget som avvattnar avrinningsområdet har biflödesordning 3, vilket innebär att vattnet flödar genom totalt 3 vattendrag innan det når havet efter 362 kilometer. Avrinningsområdet består mestadels av kalfjäll (94 procent). Avrinningsområdet har 0,07 kvadratkilometer vattenytor vilket ger det en sjöprocent på 1,1 procent.